# Not Two
Not Two – koncertowy album Miłości z gościnnym udziałem Lestera Bowiego z 1995 roku, dokumentujący koncert który odbył się 19 listopada 1994 roku w poznańskim klubie Eskulap w ramach Poznań Jazz Fair.

## Spis utworów
Album zawiera 7 utworów o łącznej długości 76'57":
1. "Smrt Maharihia" (Gwinciński - Tymański)
2. "Plasm-Itch" (Tymański)
3. "Taniec Mikołaja" (Sikała)
4. "Orchilius" (Tymański)
5. "Here’s the Olden Messaur" (Tymański)
6. "Chłopaki na damkach" (Trzaska)
7. "Ordre Omnitonique" (Tymański)

## Twórcy
W nagraniu albumu wzięli udział:
- Lester Bowie – trąbka (gość)
- Mikołaj Trzaska – saksofon altowy, sopranowy
- Maciej Sikała – saksofon tenorowy
- Lesław Możdżer – fortepian
- Ryszard Tymon Tymański – bas
- Jacek Olter – perkusja

Tekst pierwszego utworu na płycie, "Smrt Maharihia", jest poematem napisanym w języku serbsko-chorwackim.

## O płycie
Tymon Tymański tak opowiadał o zawartej na płycie muzyce:

Płyta, na której odpuściłem sobie elementy nadrealne, również literackie na korzyść większej przestrzeni. Wszystko z myślą o otwarciu się na znakomitego gościa. Wsłuchujemy się w siebie, dochodzimy do mistycznych zatrzymań. Muzyka jest teatralna, artensemblowska, krzywa i nieudaczna, dzika i groźna - jak teatr. Już po zakończeniu trasy z Bowiem stwierdziłem, że to jest dobra płyta. Powstała podczas naszego pierwszego spotkania, a nie jest łatwo wyczuć się z marszu. Udało się pokazać, że między Lesterem a Miłością zaszła osmoza. Wymieniliśmy się płucotchawkami, dlatego album nazywa się Nie dwa